# Díszes pipra
A díszes pipra (Chiroxiphia caudata) a madarak osztályának verébalakúak (Passeriformes) rendjébe és a piprafélék (Pipridae) családjába tartozó faj.

## Rendszerezése
A fajt George Shaw angol zoológus írta le 1793-ban, a Pipra  nembe Pipra caudata néven.

## Előfordulása
Argentína északkeleti, Brazília délkeleti részén és Paraguay területén honos. Természetes élőhelyei a szubtrópusi és trópusi síkvidéki és hegyi esőerdők. Állandó, nem vonuló faj.

## Megjelenése
Átlagos testhossza 15 centiméter, testtömege 25,6 gramm. A hím tollazata kék, feje teteje narancssárga, feje és szárnyai és megnyúlt farok tollai feketék. A tojó zöldessárga.
|  |  |

## Életmódja
Gyümölcsökkel és rovarokkal táplálkozik.

## Szaporodása
Csésze alakú fészkét egy ágvillába készíti.

## Természetvédelmi helyzete
Az elterjedési területe rendkívül nagy, egyedszáma pedig stabil. A Természetvédelmi Világszövetség Vörös listáján nem veszélyeztetett fajként szerepel.